# 艾因斯馬拉
36°16′N 6°30′E / 36.267°N 6.500°E
艾因斯馬拉（阿拉伯语：‎），是阿爾及利亞的城鎮，位於該國東北部君士坦丁省，由赫魯卜區負責管轄，面積175平方公里，海拔高度636米，2008年人口36,998人，人口密度每平方公里211人。